# Barbu à front d'or
Psilopogon flavifrons
Espèce
Statut de conservation UICN

 LC  : Préoccupation mineure
Le Barbu à front d'or (Psilopogon flavifrons, anciennement Megalaima flavifrons) est une espèce d'oiseaux de la famille des Megalaimidae, endémique du Sri Lanka.